# Cataldo Grammatico
Cataldo Grammatico, dit « Dino », né à Erice le 20 octobre 1924, et mort en février 2007 à Palerme est un homme politique italien.

## Biographie
Docteur en littérature et en philosophie, il est professeur dans des instituts techniques supérieurs. Il écrit également dans des revues littéraires, dirige la revue Libeccio et fonde la revue culturelle PTR. Il préside aussi l'Institut sicilien d'études politiques et économiques (ISSPE).
En juillet 1943, il participe activement au mouvement d'opposition au débarquement des Alliés et est traduit devant la Haute Cour militaire alliée à Palerme qui le condamne à mort, sentence transformée en dix ans de prison dont il ne purge que trois.
Membre du Mouvement social italien dès sa fondation en 1946, il est plusieurs fois commissaire de la fédération provinciale de Trapani et siège au comité central à partir de 1976. Entre 1951 et 1955, il a également été vice-coordinateur régional de la Confederazione Italiana Sindacati Nazionali dei Lavoratori (CISNAL), syndicat fondé à Naples en 1950 et proche du MSI. 
Il est élu à l'Assemblée régionale sicilienne lors des élections de 1951 et confirmé en 1955. Lorsqu'en 1958, le démocrate chrétien Silvio Milazzo rompt avec la ligne nationale de son parti en formant un gouvernement régional unissant l'ensemble des forces politiques siciliennes, des communistes aux néofascistes, Cataldo Grammatico participe à l'événement en devenant assesseur à l'Agriculture.  
A la tête de ce portefeuille il porte notamment la loi du 8 avril 1958 n°12, sur l'Administration régionale des forêts, la loi du 12 mai 1959 réorganisant l'établissement pour la réforme agraire, le décret présidentiel du 27 juin 1959 n°7 sur le règlement du centre avicole, la loi du 18 avril 1958 n°12 comptant aménagement des trazzere, irrigation, poldérisation, reboisement, équipements pour la transformation, la conservation et la valorisation des produits agricoles, et la loi du 18 février 1958 n°45 pour les subventions d'achat de matériel agricole et d'animaux de trait. 
Réélu aux scrutins de 1959, 1963, 1967 et 1971, il n'est pas candidat en 1976. Il est le premier des non-élus aux élections générales de 1979 avec 18 823 voix. Il obtient 35 000 voix aux élections européennes de 1984. Entre-temps, il retrouve les bancs de l'ARS en 1981 dont il préside le groupe parlementaire MSI-Dn de 1982 à 1986. 
Entré au conseil municipal de Custonaci en 1960, il est maire de la commune de 1960 à 1970 et de 1980 à 1985. Il est vice-président de la section sicilienne de l'Association des communes italiennes de 1990 à 2007. 
À partir de 1983, il est secrétaire régional du MSI-DN pour la Sicile. L'année suivante, il intègre le secrétariat national jusqu'en 1992.
Il est vice-président de la fondation de Sicilcassa de 1994 à 1998.